# Serie B de Ecuador 2025
El Campeonato Ecuatoriano de Fútbol Serie B 2025, llamado oficialmente «Liga Ecuabet Serie B Conectada por Xtrim 2025» por motivos de patrocinio, es la cuadragésima octava (48.ª) edición de la Serie B del fútbol profesional ecuatoriano y la séptima (7.ª) bajo la denominación de LigaPro. El torneo es organizado por la Liga Profesional de Fútbol del Ecuador y entrega dos cupos a la Serie A de la siguiente temporada. Comenzó a disputarse el 18 de marzo y finalizará en octubre.
Los clubes Atlético Vinotinto, de la provincia de Pichincha, y el club 22 de Julio de la provincia de Esmeraldas, fueron los planteles ascendidos para esta temporada. Mientras que Imbabura y Cumbayá descendieron de la Serie A.

## Sistema de juego
El sistema de juego del Campeonato Nacional Serie B 2025 y su número de participantes fue confirmado por la Federación Ecuatoriana de Fútbol y la LigaPro. Este cambió con respecto a la temporada pasada, como consecuencia del aumento a 12 clubes que fue aprobado por parte de LigaPro el 4 de diciembre de 2023 durante el Consejo de Presidentes y ratificado el 31 de enero de 2025 por parte del Congreso Ordinario de la Federación Ecuatoriana de Fútbol.
El Campeonato Ecuatoriano de Fútbol Serie B 2025, según lo establecido por la LigaPro, es jugado por 12 equipos que se disputan el ascenso en dos fases, una regular o clasificatoria y otra final o de ascenso. En total se juegan 32 fechas que iniciarán en marzo.
La fase regular o clasificatoria se juega bajo la modalidad todos contra todos (22 fechas), al terminar dicha fase los seis primeros equipos avanzan a la fase final por el ascenso, los restantes seis equipos avanzan a la fase final por el descenso; en los dos grupos los equipos conservan los puntos y goles obtenidos en la fase regular.
La fase final de ascenso se juega todos contra todos (10 fechas), al terminar el torneo el primero ubicado será proclamado el campeón, el segundo mejor ubicado será declarado subcampeón, ambos ascenderán a la Serie A de Ecuador de 2026.
La fase final de descenso de igual manera se juega todos contra todos (10 fechas), según lo establecido en un principio por la FEF al terminar el torneo los dos peores ubicados descenderán a la Segunda Categoría de Ecuador de 2026, a la espera de confirmar la cantidad de equipos ascendidos del Ascenso Nacional 2025 y ratificar el número de clubes para la Serie B del próximo año.
Los equipos filiales no podrán ser considerados para el ascenso, en caso de ubicarse en cualquier posición que implique el ascenso, su lugar lo tomará el equipo mejor ubicado en la fase final de ascenso.

### Criterios de desempate
El orden de clasificación de los equipos durante la fase regular y la fase final por el ascenso y descenso, de la siguiente manera:
1. Mayor cantidad de puntos.
2. Mayor diferencia de goles; en caso de igualdad;
3. Mayor cantidad de goles a favor; en caso de igualdad;
4. Mayor cantidad de goles convertidos en condición de visitante; en caso de igualdad;
5. Mejor performance en los partidos que se enfrentaron entre sí en cada etapa; en caso de igualdad;
6. El último ítem se divide en dos subcriterios para cada fase.
  1. Para la fase regular o de clasificación será por sorteo público.
  2. Para la fase final de ascenso y descenso será a favor del club que haya terminado en mejor ubicación en la fase regular o de clasificación.

## Relevo anual de clubes
| Pos. | Descendidos de la Serie A |
| ---- | ------------------------- |
| 15.º | Imbabura                  |
| 16.º | Cumbayá                   |

| Pos. | Ascendidos de la Serie B |
| ---- | ------------------------ |
| 1.º  | Vinotinto Ecuador        |
| 2.º  | Manta                    |

| Pos. | Descendidos de la Serie B |
| ---- | ------------------------- |
| 9.º  | Vargas Torres             |
| 10.º | Chacaritas                |

| Pos. | Ascendidos de la Segunda Categoría |
| ---- | ---------------------------------- |
| 1.º  | 22 de Julio                        |
| 2.º  | Atlético Vinotinto                 |

## Equipos participantes
| Club                                 | Ciudad     | Entrenador          | Estadio                      | Capacidad | Marca           | Patrocinador                                                                       |
| ------------------------------------ | ---------- | ------------------- | ---------------------------- | --------- | --------------- | ---------------------------------------------------------------------------------- |
| 22 de Julio Fútbol Club              | Esmeraldas | Jairo Estacio       | Folke Anderson               | 14 000    | Elohim          | Ver lista 22 de Julio Company Instituto Superior Tecnológico Liceo Aduanero Forbet |
| 9 de Octubre Fútbol Club             | La Troncal | Walter Aristizábal  | Municipal de La Troncal      | 4000      | UESG            | Metal Factory                                                                      |
| Club Atlético Vinotinto              | Quito      | Jacob Boada         | Olímpico Atahualpa           | 38 258    | Astro           | Pompis                                                                             |
| Chacaritas Fútbol Club               | Pelileo    | Joel Vernaza        | Crnl. José Silva Romo        | 8000      | Jasa            | CryptocashFX                                                                       |
| Cumbayá Fútbol Club                  | Cayambe    | Daniel Néculman     | Olímpico Guillermo Albornoz  | 12 000    | Lotto           | Marsbet                                                                            |
| Gualaceo Sporting Club               | Gualaceo   | Cipriano Valentím   | Gerardo León Pozo            | 2791      | Elohim          | Ver lista Zambrano Products LLC La Fortuna Espmen S.A.                             |
| Guayaquil City Fútbol Club           | Guayaquil  | Pool Gavilánez      | Christian Benítez Betancourt | 10 152    | Astro           | Ver lista Ecuabet Zamofruit Company S.A.S.                                         |
| Imbabura Sporting Club               | Ibarra     | Joel Armas          | Olímpico de Ibarra           | 17 300    | Ortiz Design    | Fábrica de Medias Gardenia                                                         |
| Club Deportivo Independiente Juniors | Sangolquí  | Erly Salcedo (int.) | Chubb Arena                  | 1000      | Marathon Sports | Ver lista Ecuabet Banco Guayaquil MG Motor Chubb Seguros                           |
| Leones Fútbol Club                   | Atuntaqui  | Juan Zubeldía       | Olímpico de Ibarra           | 17 300    | Umbro           | —                                                                                  |
| San Antonio Fútbol Club              | Ibarra     | Álex Vinueza        | Olímpico de Ibarra           | 17 300    | Elohim          | Fundación Crisfe                                                                   |
| Club Deportivo Vargas Torres         | Esmeraldas | Juan Manuel Llop    | Folke Anderson               | 14 000    | GARLO           | El Gran Remate                                                                     |

## Equipos por ubicación geográfica
| Provincia  | N.º | Equipos                                                |
| ---------- | --- | ------------------------------------------------------ |
| Imbabura   | 3   | - Imbabura - Leones - San Antonio                      |
| Pichincha  | 3   | - Atlético Vinotinto - Cumbayá - Independiente Juniors |
| Esmeraldas | 2   | - 22 de Julio - Vargas Torres                          |
| Azuay      | 1   | - Gualaceo                                             |
| Cañar      | 1   | - 9 de Octubre                                         |
| Guayas     | 1   | - Guayaquil City                                       |
| Tungurahua | 1   | - Chacaritas                                           |

| Chacaritas Independiente Jrs. Imbabura Leones San Antonio Gualaceo Cumbayá Atlético Vinotinto Guayaquil City 9 de Octubre 22 de Julio Vargas Torres |

## Cambio de entrenadores
| Equipo                | Pos. | Entrenador saliente | Último partido                            | Fecha | Entrenador sucesor | Fecha debut | Ref.   |
| --------------------- | ---- | ------------------- | ----------------------------------------- | ----- | ------------------ | ----------- | ------ |
| Chacaritas            | 8    | Carlos Calderón     | Gualaceo 3 : 2 Chacaritas                 | 1.ª   | Pablo Trobbiani    | 2.ª         |        |
| Imbabura              | 11   | Franklin Ortiz      | Imbabura 0 : 0 Guayaquil City             | 8.ª   | Luis Espinel       | 9.ª         |        |
| 22 de Julio           | 9    | Éder Valencia       | Leones 2 : 0 22 de Julio                  | 10.ª  | Xavier Proaño      | 11.ª        |        |
| Independiente Juniors | 10   | Joel Armas          | Independiente Juniors 0 : 0 Vargas Torres | 11.ª  | Erly Salcedo       | 12.ª        | [ 21 ] |
| Chacaritas            | 12   | Pablo Trobbiani     | Chacaritas 3 : 3 Vargas Torres            | 13.ª  | Álvaro Carcelén    | 14.ª        |        |
| Atlético Vinotinto    | 8    | Luis Soler          | Atlético Vinotinto 1 : 1 San Antonio      | 13.ª  | Jacob Boada        | 14.ª        |        |
| Vargas Torres         | 9    | Jairo Estacio       | Chacaritas 3 : 3 Vargas Torres            | 13.ª  | Juan Manuel Llop   | 14.ª        |        |
| Imbabura              | 11   | Luis Espinel        | Imbabura 0 : 1 Cumbayá                    | 15.ª  | Joel Armas         | 16.ª        |        |
| 22 de Julio           | 9    | Xavier Proaño       | 22 de Julio 0 : 1 San Antonio             | 15.ª  | Éder Valencia      | 16.ª        |        |
| 22 de Julio           | 10   | Éder Valencia       | Atlético Vinotinto 8 : 0 22 de Julio      | 18.ª  | Jairo Estacio      | 19.ª        |        |
| Chacaritas            | 12   | Álvaro Carcelén     | Chacaritas 1 : 1 9 de Octubre             | 20.ª  | Joel Vernaza       | 21.ª        |        |

## Fase regular

### Clasificación
| Pos. | Equipo                | Pts. | PJ | G  | E  | P  | GF | GC | Dif. | Clasificación  |
| ---- | --------------------- | ---- | -- | -- | -- | -- | -- | -- | ---- | -------------- |
| 1    | Leones                | 40   | 22 | 11 | 7  | 4  | 26 | 14 | +12  | Grupo Ascenso  |
| 2    | Guayaquil City        | 37   | 22 | 10 | 7  | 5  | 31 | 16 | +15  | Grupo Ascenso  |
| 3    | Gualaceo              | 35   | 22 | 9  | 8  | 5  | 28 | 27 | +1   | Grupo Ascenso  |
| 4    | 9 de Octubre          | 33   | 22 | 9  | 6  | 7  | 20 | 15 | +5   | Grupo Ascenso  |
| 5    | Independiente Juniors | 33   | 22 | 9  | 6  | 7  | 22 | 21 | +1   | Grupo Ascenso  |
| 6    | San Antonio           | 32   | 22 | 9  | 5  | 8  | 20 | 19 | +1   | Grupo Ascenso  |
| 7    | Atlético Vinotinto    | 31   | 22 | 9  | 4  | 9  | 37 | 26 | +11  | Grupo Descenso |
| 8    | 22 de Julio           | 28   | 22 | 7  | 7  | 8  | 20 | 31 | −11  | Grupo Descenso |
| 9    | Vargas Torres         | 26   | 22 | 5  | 11 | 6  | 26 | 22 | +4   | Grupo Descenso |
| 10   | Cumbayá               | 26   | 22 | 7  | 5  | 10 | 19 | 28 | −9   | Grupo Descenso |
| 11   | Imbabura              | 18   | 22 | 4  | 6  | 12 | 23 | 30 | −7   | Grupo Descenso |
| 12   | Chacaritas            | 17   | 22 | 3  | 8  | 11 | 21 | 44 | −23  | Grupo Descenso |

 Fuente: LigaPro

### Evolución de la clasificación
| Equipo                | 01 | 02 | 03 | 04 | 05 | 06 | 07 | 08 | 09 | 10 | 11 | 12 | 13 | 14 | 15 | 16 | 17 | 18 | 19 | 20 | 21 | 22 |
| --------------------- | -- | -- | -- | -- | -- | -- | -- | -- | -- | -- | -- | -- | -- | -- | -- | -- | -- | -- | -- | -- | -- | -- |
| Leones                | 1  | 2  | 3  | 4  | 5  | 3  | 3  | 3  | 2  | 2  | 1  | 2  | 3  | 3  | 2  | 1  | 1  | 1  | 1  | 1  | 1  | 1  |
| Guayaquil City        | 9  | 4  | 6  | 8  | 4  | 5  | 6  | 6  | 9  | 8  | 6  | 4  | 4  | 4  | 4  | 4  | 4  | 3  | 4  | 3  | 2  | 2  |
| Gualaceo              | 3  | 3  | 4  | 5  | 2  | 2  | 1  | 1  | 1  | 1  | 2  | 1  | 2  | 1  | 3  | 3  | 2  | 2  | 3  | 2  | 3  | 3  |
| 9 de Octubre          | 7  | 8  | 5  | 2  | 3  | 6  | 8  | 8  | 5  | 3  | 3  | 3  | 1  | 2  | 1  | 2  | 3  | 4  | 2  | 4  | 4  | 4  |
| Independiente Juniors | 12 | 12 | 12 | 12 | 10 | 12 | 10 | 10 | 10 | 10 | 10 | 10 | 10 | 9  | 7  | 7  | 8  | 7  | 6  | 6  | 5  | 5  |
| San Antonio           | 2  | 7  | 2  | 3  | 6  | 8  | 5  | 4  | 6  | 4  | 5  | 6  | 6  | 5  | 5  | 5  | 5  | 5  | 5  | 5  | 6  | 6  |
| Atlético Vinotinto    | 10 | 6  | 8  | 6  | 8  | 9  | 7  | 7  | 4  | 6  | 8  | 8  | 8  | 10 | 8  | 9  | 7  | 6  | 8  | 8  | 7  | 7  |
| 22 de Julio           | 6  | 9  | 10 | 10 | 9  | 4  | 4  | 5  | 8  | 9  | 7  | 7  | 5  | 6  | 9  | 10 | 10 | 10 | 10 | 9  | 10 | 8  |
| Vargas Torres         | 5  | 5  | 7  | 7  | 7  | 7  | 9  | 9  | 7  | 7  | 9  | 9  | 9  | 7  | 10 | 8  | 9  | 8  | 9  | 10 | 9  | 9  |
| Cumbayá               | 4  | 1  | 1  | 1  | 1  | 1  | 2  | 2  | 3  | 5  | 4  | 5  | 7  | 8  | 6  | 6  | 6  | 9  | 7  | 7  | 8  | 10 |
| Imbabura              | 11 | 11 | 11 | 11 | 11 | 10 | 11 | 11 | 12 | 11 | 11 | 11 | 11 | 11 | 11 | 11 | 11 | 11 | 11 | 11 | 11 | 11 |
| Chacaritas            | 8  | 10 | 9  | 9  | 12 | 11 | 12 | 12 | 11 | 12 | 12 | 12 | 12 | 12 | 12 | 12 | 12 | 12 | 12 | 12 | 12 | 12 |

### Resultados
- Los horarios corresponden al huso horario de Ecuador: (UTC-5).

| 9 de Octubre  | 0 – 0 | 22 de Julio           | Municipal de La Troncal     | 18 de marzo | 15:30 | ECDF 2 |
| San Antonio   | 2 – 0 | Independiente Juniors | Olímpico de Ibarra          | 18 de marzo | 19:00 | ECDF 2 |
| Cumbayá       | 1 – 0 | Atlético Vinotinto    | Olímpico Guillermo Albornoz | 19 de marzo | 15:30 | ECDF 2 |
| Gualaceo      | 3 – 2 | Chacaritas            | Alejandro Serrano Aguilar   | 19 de marzo | 19:00 | ECDF 2 |
| Imbabura      | 0 – 2 | Leones                | Olímpico de Ibarra          | 20 de marzo | 15:30 | ECDF 2 |
| Vargas Torres | 1 – 0 | Guayaquil City        | Jocay                       | 20 de marzo | 19:00 | ECDF 2 |

| Independiente Juniors | 0 – 2 | Cumbayá       | Chubb Arena           | 25 de marzo | 15:30 | ECDF 2 |
| 22 de Julio           | 1 – 1 | Gualaceo      | Jocay                 | 25 de marzo | 19:00 | ECDF 2 |
| Guayaquil City        | 4 – 1 | San Antonio   | Christian Benítez     | 26 de marzo | 15:30 | ECDF 2 |
| Atlético Vinotinto    | 2 – 1 | Vargas Torres | Olímpico Atahualpa    | 26 de marzo | 19:00 | ECDF 2 |
| Leones                | 1 – 1 | 9 de Octubre  | Municipal de Otavalo  | 27 de marzo | 15:30 | ECDF 2 |
| Chacaritas            | 1 – 1 | Imbabura      | Crnl. José Silva Romo | 27 de marzo | 19:00 | ECDF 2 |

| Cumbayá               | 4 – 0 | 22 de Julio        | Olímpico Guillermo Albornoz | 1 de abril | 15:30 | ECDF 2 |
| San Antonio           | 1 – 0 | Atlético Vinotinto | Olímpico de Ibarra          | 1 de abril | 19:00 | ECDF 2 |
| Independiente Juniors | 1 – 1 | Guayaquil City     | Chubb Arena                 | 2 de abril | 15:30 | ECDF 2 |
| Gualaceo              | 2 – 2 | Leones             | Alejandro Serrano Aguilar   | 2 de abril | 19:00 | ECDF 2 |
| 9 de Octubre          | 2 – 1 | Imbabura           | Los Chirijos                | 3 de abril | 15:30 | ECDF 2 |
| Vargas Torres         | 0 – 0 | Chacaritas         | Jocay                       | 3 de abril | 19:00 | ECDF 2 |

| Atlético Vinotinto | 3 – 2 | Independiente Juniors | Gonzalo Pozo Ripalda  | 8 de abril  | 15:30 | ECDF 2 |
| Imbabura           | 1 – 1 | Gualaceo              | Olímpico de Ibarra    | 8 de abril  | 19:00 | ECDF 2 |
| 22 de Julio        | 1 – 1 | Vargas Torres         | Folke Anderson        | 9 de abril  | 13:00 | ECDF 2 |
| Leones             | 1 – 1 | Cumbayá               | Municipal de Otavalo  | 9 de abril  | 15:30 | ECDF 2 |
| Chacaritas         | 0 – 0 | San Antonio           | Crnl. José Silva Romo | 9 de abril  | 19:00 | ECDF 3 |
| Guayaquil City     | 0 – 1 | 9 de Octubre          | Christian Benítez     | 10 de abril | 19:00 | ECDF 3 |

| Cumbayá               | 2 – 2 | Imbabura           | Olímpico Guillermo Albornoz | 15 de abril | 13:00 | ECDF 2 |
| Independiente Juniors | 3 – 1 | Chacaritas         | Chubb Arena                 | 15 de abril | 15:30 | ECDF 2 |
| Vargas Torres         | 1 – 1 | Leones             | Folke Anderson              | 16 de abril | 15:30 | ECDF 2 |
| San Antonio           | 0 – 1 | 22 de Julio        | Olímpico de Ibarra          | 16 de abril | 19:00 | ECDF 2 |
| Guayaquil City        | 3 – 2 | Atlético Vinotinto | Christian Benítez           | 17 de abril | 15:30 | ECDF 2 |
| Gualaceo              | 1 – 0 | 9 de Octubre       | Alejandro Serrano Aguilar   | 17 de abril | 19:00 | ECDF 2 |

| 22 de Julio  | 2 – 0 | Independiente Juniors | Folke Anderson       | 22 de abril | 15:30 | ECDF 2 |
| Imbabura     | 0 – 0 | Vargas Torres         | Olímpico de Ibarra   | 22 de abril | 19:00 | ECDF 2 |
| Leones       | 2 – 0 | Atlético Vinotinto    | Municipal de Otavalo | 23 de abril | 15:30 | ECDF 2 |
| Gualaceo     | 1 – 0 | San Antonio           | Gerardo León Pozo    | 23 de abril | 15:30 | ECDF 2 |
| 9 de Octubre | 1 – 2 | Cumbayá               | Los Chirijos         | 24 de abril | 15:30 | ECDF 2 |
| Chacaritas   | 1 – 1 | Guayaquil City        | Monumental           | 24 de abril | 19:00 | ECDF 2 |

| Independiente Juniors | 1 – 0 | Leones       | Chubb Arena                 | 29 de abril | 15:30 | ECDF 2 |
| San Antonio           | 2 – 1 | Imbabura     | Olímpico de Ibarra          | 29 de abril | 19:00 | ECDF 2 |
| Cumbayá               | 0 – 2 | Gualaceo     | Olímpico Guillermo Albornoz | 30 de abril | 15:30 | ECDF 2 |
| Atlético Vinotinto    | 4 – 0 | Chacaritas   | Gonzalo Pozo Ripalda        | 30 de abril | 19:00 | ECDF 2 |
| Vargas Torres         | 1 – 1 | 9 de Octubre | Folke Anderson              | 1 de mayo   | 15:30 | ECDF 2 |
| Guayaquil City        | 2 – 2 | 22 de Julio  | Christian Benítez           | 3 de mayo   | 17:00 | ECDF 2 |

| Leones       | 1 – 0 | Chacaritas            | Municipal de Otavalo        | 6 de mayo | 15:30 | ECDF 2 |
| 22 de Julio  | 0 – 0 | Atlético Vinotinto    | Etho Vega Baquero           | 6 de mayo | 19:00 | ECDF 2 |
| 9 de Octubre | 0 – 0 | Independiente Juniors | Los Chirijos                | 7 de mayo | 15:30 | ECDF 2 |
| Gualaceo     | 2 – 1 | Vargas Torres         | Alejandro Serrano Aguilar   | 7 de mayo | 19:00 | ECDF 2 |
| Cumbayá      | 0 – 1 | San Antonio           | Olímpico Guillermo Albornoz | 8 de mayo | 15:30 | ECDF 2 |
| Imbabura     | 0 – 0 | Guayaquil City        | Olímpico de Ibarra          | 8 de mayo | 19:00 | ECDF 2 |

| Independiente Juniors | 1 – 1 | Gualaceo     | Chubb Arena        | 13 de mayo | 15:30 | ECDF 2 |
| Chacaritas            | 3 – 2 | 22 de Julio  | Bellavista         | 13 de mayo | 19:00 | ECDF 2 |
| Vargas Torres         | 4 – 0 | Cumbayá      | Folke Anderson     | 14 de mayo | 15:30 | ECDF 2 |
| Atlético Vinotinto    | 3 – 1 | Imbabura     | Olímpico Atahualpa | 14 de mayo | 19:00 | ECDF 2 |
| Guayaquil City        | 0 – 1 | Leones       | Christian Benítez  | 15 de mayo | 15:30 | ECDF 2 |
| San Antonio           | 1 – 2 | 9 de Octubre | Olímpico de Ibarra | 15 de mayo | 19:00 | ECDF 2 |

| 9 de Octubre  | 2 – 0 | Chacaritas            | Municipal de La Troncal     | 20 de mayo | 15:30 | ECDF 2 |
| Vargas Torres | 1 – 2 | San Antonio           | Folke Anderson              | 20 de mayo | 15:30 | ECDF 3 |
| Leones        | 2 – 0 | 22 de Julio           | Municipal de Otavalo        | 21 de mayo | 15:30 | ECDF 2 |
| Imbabura      | 4 – 0 | Independiente Juniors | Olímpico de Ibarra          | 21 de mayo | 19:00 | ECDF 2 |
| Gualaceo      | 2 – 1 | Atlético Vinotinto    | Gerardo León Pozo           | 22 de mayo | 15:30 | ECDF 3 |
| Cumbayá       | 0 – 0 | Guayaquil City        | Olímpico Guillermo Albornoz | 22 de mayo | 15:30 | ECDF 2 |

| Leones                | 1 – 0 | San Antonio   | Municipal de Otavalo | 27 de mayo | 15:30 | ECDF 2 |
| 22 de Julio           | 1 – 0 | Imbabura      | Etho Vega Baquero    | 27 de mayo | 19:00 | ECDF 2 |
| Independiente Juniors | 0 – 0 | Vargas Torres | Chubb Arena          | 28 de mayo | 15:30 | ECDF 2 |
| Atlético Vinotinto    | 0 – 1 | 9 de Octubre  | Gonzalo Pozo Ripalda | 28 de mayo | 19:00 | ECDF 2 |
| Guayaquil City        | 2 – 0 | Gualaceo      | Christian Benítez    | 29 de mayo | 15:30 | ECDF 2 |
| Chacaritas            | 1 – 1 | Cumbayá       | Bellavista           | 29 de mayo | 19:00 | ECDF 2 |

| 9 de Octubre  | 1 – 0 | Leones                | Municipal de La Troncal     | 3 de junio | 15:30 | ECDF 2 |
| Imbabura      | 4 – 1 | Chacaritas            | Olímpico de Ibarra          | 3 de junio | 19:00 | ECDF 2 |
| Gualaceo      | 2 – 2 | 22 de Julio           | Gerardo León Pozo           | 4 de junio | 15:30 | ECDF 2 |
| Vargas Torres | 2 – 2 | Atlético Vinotinto    | Etho Vega Baquero           | 4 de junio | 19:00 | ECDF 2 |
| Cumbayá       | 1 – 3 | Independiente Juniors | Olímpico Guillermo Albornoz | 5 de junio | 15:30 | ECDF 2 |
| San Antonio   | 0 – 1 | Guayaquil City        | Olímpico de Ibarra          | 5 de junio | 19:00 | ECDF 2 |

| 22 de Julio        | 1 – 0 | Cumbayá               | Folke Anderson       | 10 de junio | 13:00 | ECDF 2 |
| Chacaritas         | 3 – 3 | Vargas Torres         | Bellavista           | 10 de junio | 15:30 | ECDF 2 |
| Leones             | 0 – 0 | Gualaceo              | Municipal de Otavalo | 11 de junio | 15:30 | ECDF 2 |
| Imbabura           | 1 – 2 | 9 de Octubre          | Olímpico de Ibarra   | 11 de junio | 19:00 | ECDF 2 |
| Guayaquil City     | 1 – 0 | Independiente Juniors | Christian Benítez    | 12 de junio | 15:30 | ECDF 2 |
| Atlético Vinotinto | 1 – 1 | San Antonio           | Gonzalo Pozo Ripalda | 12 de junio | 19:00 | ECDF 2 |

| Gualaceo              | 3 – 2 | Imbabura           | Gerardo León Pozo           | 17 de junio | 15:30 | ECDF 2 |
| San Antonio           | 2 – 0 | Chacaritas         | Olímpico de Ibarra          | 17 de junio | 19:00 | ECDF 2 |
| Independiente Juniors | 3 – 0 | Atlético Vinotinto | Chubb Arena                 | 18 de junio | 13:00 | ECDF 2 |
| Vargas Torres         | 2 – 1 | 22 de Julio        | Etho Vega Baquero           | 18 de junio | 16:00 | ECDF 2 |
| Cumbayá               | 0 – 0 | Leones             | Olímpico Guillermo Albornoz | 19 de junio | 15:30 | ECDF 2 |
| 9 de Octubre          | 0 – 1 | Guayaquil City     | Municipal de La Troncal     | 19 de junio | 19:00 | ECDF 2 |

| 22 de Julio        | 0 – 1 | San Antonio           | Folke Anderson          | 24 de junio | 15:30 | ECDF 2 |
| Leones             | 3 – 2 | Vargas Torres         | Olímpico de Ibarra      | 24 de junio | 19:00 | ECDF 2 |
| Chacaritas         | 0 – 2 | Independiente Juniors | Bellavista              | 25 de junio | 15:30 | ECDF 2 |
| Imbabura           | 0 – 1 | Cumbayá               | Olímpico de Ibarra      | 25 de junio | 19:00 | ECDF 3 |
| Atlético Vinotinto | 3 – 2 | Guayaquil City        | Chubb Arena             | 26 de junio | 15:30 | ECDF 2 |
| 9 de Octubre       | 3 – 0 | Gualaceo              | Municipal de La Troncal | 26 de junio | 19:00 | ECDF 2 |

| Cumbayá               | 1 – 0 | 9 de Octubre | Olímpico Guillermo Albornoz | 1 de julio | 15:30 | ECDF 2 |
| San Antonio           | 2 – 2 | Gualaceo     | Olímpico de Ibarra          | 1 de julio | 19:00 | ECDF 2 |
| Independiente Juniors | 2 – 0 | 22 de Julio  | Chubb Arena                 | 2 de julio | 15:30 | ECDF 2 |
| Guayaquil City        | 6 – 0 | Chacaritas   | Christian Benítez           | 2 de julio | 19:00 | ECDF 2 |
| Atlético Vinotinto    | 0 – 0 | Leones       | Chubb Arena                 | 3 de julio | 15:30 | ECDF 2 |
| Vargas Torres         | 1 – 0 | Imbabura     | Etho Vega Baquero           | 3 de julio | 19:00 | ECDF 2 |

| Gualaceo     | 2 – 0 | Cumbayá               | Gerardo León Pozo       | 8 de julio  | 15:30 | ECDF 2 |
| 22 de Julio  | 1 – 1 | Guayaquil City        | Reales Tamarindos       | 8 de julio  | 19:00 | ECDF 2 |
| Imbabura     | 1 – 1 | San Antonio           | Olímpico de Ibarra      | 8 de julio  | 19:00 | ECDF 3 |
| Leones       | 2 – 0 | Independiente Juniors | Municipal de Otavalo    | 9 de julio  | 15:30 | ECDF 2 |
| Chacaritas   | 1 – 2 | Atlético Vinotinto    | Bellavista              | 10 de julio | 15:30 | ECDF 2 |
| 9 de Octubre | 1 – 1 | Vargas Torres         | Municipal de La Troncal | 10 de julio | 19:00 | ECDF 2 |

| Chacaritas            | 2 – 1 | Leones       | Bellavista         | 15 de julio | 15:30 | ECDF 2 |
| San Antonio           | 1 – 0 | Cumbayá      | Olímpico de Ibarra | 15 de julio | 19:00 | ECDF 2 |
| Atlético Vinotinto    | 8 – 0 | 22 de Julio  | Olímpico Atahualpa | 16 de julio | 13:00 | ECDF 2 |
| Guayaquil City        | 3 – 0 | Imbabura     | Christian Benítez  | 16 de julio | 15:30 | ECDF 2 |
| Independiente Juniors | 1 – 0 | 9 de Octubre | Chubb Arena        | 17 de julio | 15:30 | ECDF 2 |
| Vargas Torres         | 3 – 0 | Gualaceo     | Etho Vega Baquero  | 17 de julio | 19:00 | ECDF 2 |

| 22 de Julio  | 3 – 0 | Chacaritas            | Folke Anderson              | 22 de julio | 15:30 | ECDF 3 |
| Cumbayá      | 2 – 1 | Vargas Torres         | Olímpico Guillermo Albornoz | 22 de julio | 15:30 | ECDF 2 |
| Leones       | 2 – 1 | Guayaquil City        | Municipal de Otavalo        | 23 de julio | 15:30 | ECDF 2 |
| Imbabura     | 1 – 0 | Atlético Vinotinto    | Olímpico de Ibarra          | 23 de julio | 19:00 | ECDF 2 |
| Gualaceo     | 0 – 1 | Independiente Juniors | Gerardo León Pozo           | 24 de julio | 15:30 | ECDF 2 |
| 9 de Octubre | 1 – 0 | San Antonio           | Los Chirijos                | 24 de julio | 19:00 | ECDF 3 |

| 22 de Julio           | 1 – 0 | Leones        | Folke Anderson     | 29 de julio | 15:30 | ECDF 2 |
| San Antonio           | 1 – 0 | Vargas Torres | Olímpico de Ibarra | 29 de julio | 19:00 | ECDF 2 |
| Independiente Juniors | 2 – 1 | Imbabura      | Chubb Arena        | 30 de julio | 13:00 | ECDF 2 |
| Guayaquil City        | 1 – 0 | Cumbayá       | Christian Benítez  | 30 de julio | 15:30 | ECDF 2 |
| Atlético Vinotinto    | 1 – 2 | Gualaceo      | Olímpico Atahualpa | 31 de julio | 13:00 | ECDF 2 |
| Chacaritas            | 1 – 1 | 9 de Octubre  | Bellavista         | 31 de julio | 15:30 | ECDF 2 |

| San Antonio   | 1 – 2 | Leones                | Chubb Arena                 | 10 de agosto | 15:30 | ECDF 4 |
| Imbabura      | 2 – 0 | 22 de Julio           | Olímpico de Ibarra          | 10 de agosto | 15:30 | ECDF 8 |
| 9 de Octubre  | 0 – 1 | Atlético Vinotinto    | Municipal de La Troncal     | 10 de agosto | 15:30 | ECDF 5 |
| Vargas Torres | 0 – 0 | Independiente Juniors | Etho Vega Baquero           | 10 de agosto | 15:30 | ECDF 6 |
| Gualaceo      | 0 – 1 | Guayaquil City        | Gerardo León Pozo           | 10 de agosto | 15:30 | ECDF 3 |
| Cumbayá       | 1 – 3 | Chacaritas            | Olímpico Guillermo Albornoz | 10 de agosto | 15:30 | ECDF 7 |

| Leones                | 2 – 0 | Imbabura      | Municipal de Otavalo | 15 de agosto | 15:30 | ECDF 2 |
| 22 de Julio           | 1 – 0 | 9 de Octubre  | Folke Anderson       | 16 de agosto | 15:30 | ECDF 3 |
| Guayaquil City        | 0 – 0 | Vargas Torres | Christian Benítez    | 16 de agosto | 17:00 | ECDF 4 |
| Independiente Juniors | 0 – 0 | San Antonio   | Chubb Arena          | 17 de agosto | 15:30 | ECDF 3 |
| Atlético Vinotinto    | 4 – 0 | Cumbayá       | Gonzalo Pozo Ripalda | 17 de agosto | 15:30 | ECDF 4 |
| Chacaritas            | 1 – 1 | Gualaceo      | La Cocha             | 17 de agosto | 15:30 | ECDF 5 |

### Tabla de resultados cruzados
| Local \ Visitante     | 22J | 9OC | CHA | CUM | GUA | GCY | IMB | IJR | LEO | SAN | VRT | VIN |
| --------------------- | --- | --- | --- | --- | --- | --- | --- | --- | --- | --- | --- | --- |
| 22 de Julio           | —   | 1–0 | 3–0 | 1–0 | 1–1 | 1–1 | 1–0 | 2–0 | 1–0 | 0–1 | 1–1 | 0–0 |
| 9 de Octubre          | 0–0 | —   | 2–0 | 1–2 | 3–0 | 0–1 | 2–1 | 0–0 | 1–0 | 1–0 | 1–1 | 0–1 |
| Chacaritas            | 3–2 | 1–1 | —   | 1–1 | 1–1 | 1–1 | 1–1 | 0–2 | 2–1 | 0–0 | 3–3 | 1–2 |
| Cumbayá               | 4–0 | 1–0 | 1–3 | —   | 0–2 | 0–0 | 2–2 | 1–3 | 0–0 | 0–1 | 2–1 | 1–0 |
| Gualaceo              | 2–2 | 1–0 | 3–2 | 2–0 | —   | 0–1 | 3–2 | 0–1 | 2–2 | 1–0 | 2–1 | 2–1 |
| Guayaquil City        | 2–2 | 0–1 | 6–0 | 1–0 | 2–0 | —   | 3–0 | 1–0 | 0–1 | 4–1 | 0–0 | 3–2 |
| Imbabura              | 2–0 | 1–2 | 4–1 | 0–1 | 1–1 | 0–0 | —   | 4–0 | 0–2 | 1–1 | 0–0 | 1–0 |
| Independiente Juniors | 2–0 | 1–0 | 3–1 | 0–2 | 1–1 | 1–1 | 2–1 | —   | 1–0 | 0–0 | 0–0 | 3–0 |
| Leones                | 2–0 | 1–1 | 1–0 | 1–1 | 0–0 | 2–1 | 2–0 | 2–0 | —   | 1–0 | 3–2 | 2–0 |
| San Antonio           | 0–1 | 1–2 | 2–0 | 1–0 | 2–2 | 0–1 | 2–1 | 2–0 | 1–2 | —   | 1–0 | 1–0 |
| Vargas Torres         | 2–1 | 1–1 | 0–0 | 4–0 | 3–0 | 1–0 | 1–0 | 0–0 | 1–1 | 1–2 | —   | 2–2 |
| Atlético Vinotinto    | 8–0 | 0–1 | 4–0 | 4–0 | 1–2 | 3–2 | 3–1 | 3–2 | 0–0 | 1–1 | 2–1 | —   |

## Grupo Ascenso

### Clasificación
| Pos. | Equipo                | Pts. | PJ | G  | E | P | GF | GC | Dif. | Ascenso      |
| ---- | --------------------- | ---- | -- | -- | - | - | -- | -- | ---- | ------------ |
| 1    | Leones                | 40   | 22 | 11 | 7 | 4 | 26 | 14 | +12  | Serie A 2026 |
| 2    | Guayaquil City        | 37   | 22 | 10 | 7 | 5 | 31 | 16 | +15  | Serie A 2026 |
| 3    | Gualaceo              | 35   | 22 | 9  | 8 | 5 | 28 | 27 | +1   |              |
| 4    | 9 de Octubre          | 33   | 22 | 9  | 6 | 7 | 20 | 15 | +5   |              |
| 5    | Independiente Juniors | 33   | 22 | 9  | 6 | 7 | 22 | 21 | +1   |              |
| 6    | San Antonio           | 32   | 22 | 9  | 5 | 8 | 20 | 19 | +1   |              |

Actualizado a los partidos jugados el 17 de agosto de 2025.
 Fuente: LigaPro
Criterios de clasificación: 1) Puntos; 2) Diferencia de goles; 3) Goles marcados; 4) Goles de visitante
Notas:
1. 1 2  Los equipos filiales no son elegibles para el ascenso.

### Evolución de la clasificación
| Equipo                | 23 | 24 | 25 | 26 | 27 | 28 | 29 | 30 | 31 | 32 |
| --------------------- | -- | -- | -- | -- | -- | -- | -- | -- | -- | -- |
| Leones                |    |    |    |    |    |    |    |    |    |    |
| Gualaceo              |    |    |    |    |    |    |    |    |    |    |
| Guayaquil City        |    |    |    |    |    |    |    |    |    |    |
| 9 de Octubre          |    |    |    |    |    |    |    |    |    |    |
| Independiente Juniors |    |    |    |    |    |    |    |    |    |    |
| San Antonio           |    |    |    |    |    |    |    |    |    |    |

### Resultados
- Los horarios corresponden al huso horario de Ecuador: (UTC-5).

| 9 de Octubre   | - | Gualaceo              | Municipal de La Troncal | 26 de agosto | 15:30 | TBD |
| Guayaquil City | - | Leones                | Christian Benítez       | 27 de agosto | 15:30 | TBD |
| San Antonio    | - | Independiente Juniors | Olímpico de Ibarra      | 27 de agosto | 15:30 | TBD |

| Fecha 24              | Fecha 24  | Fecha 24       | Fecha 24           | Fecha 24        | Fecha 24 | Fecha 24 |
| Local                 | Resultado | Visitante      | Estadio            | Fecha           | Hora     | TV       |
| --------------------- | --------- | -------------- | ------------------ | --------------- | -------- | -------- |
| San Antonio           | -         | 9 de Octubre   | Olímpico de Ibarra | 2 de septiembre | 15:30    | TBD      |
| Independiente Juniors | -         | Leones         | Chubb Arena        | 3 de septiembre | 15:30    | TBD      |
| Gualaceo              | -         | Guayaquil City | Gerardo León Pozo  | 4 de septiembre | 15:30    | TBD      |

| Fecha 25              | Fecha 25  | Fecha 25     | Fecha 25             | Fecha 25         | Fecha 25 | Fecha 25 |
| Local                 | Resultado | Visitante    | Estadio              | Fecha            | Hora     | TV       |
| --------------------- | --------- | ------------ | -------------------- | ---------------- | -------- | -------- |
| Independiente Juniors | -         | 9 de Octubre | Chubb Arena          | 9 de septiembre  | 15:30    | TBD      |
| Leones                | -         | Gualaceo     | Municipal de Otavalo | 11 de septiembre | 15:30    | TBD      |
| Guayaquil City        | -         | San Antonio  | Christian Benítez    | 11 de septiembre | 15:30    | TBD      |

| Fecha 26     | Fecha 26  | Fecha 26              | Fecha 26 | Fecha 26         | Fecha 26         | Fecha 26         |
| Local        | Resultado | Visitante             | Estadio  | Fecha            | Hora             | TV               |
| ------------ | --------- | --------------------- | -------- | ---------------- | ---------------- | ---------------- |
| San Antonio  | -         | Leones                |          | 17 de septiembre | 17 de septiembre | 17 de septiembre |
| 9 de Octubre | -         | Guayaquil City        |          | 17 de septiembre | 17 de septiembre | 17 de septiembre |
| Gualaceo     | -         | Independiente Juniors |          | 17 de septiembre | 17 de septiembre | 17 de septiembre |

| Fecha 27              | Fecha 27  | Fecha 27       | Fecha 27 | Fecha 27         | Fecha 27         | Fecha 27         |
| Local                 | Resultado | Visitante      | Estadio  | Fecha            | Hora             | TV               |
| --------------------- | --------- | -------------- | -------- | ---------------- | ---------------- | ---------------- |
| Independiente Juniors | -         | Guayaquil City |          | 24 de septiembre | 24 de septiembre | 24 de septiembre |
| Leones                | -         | 9 de Octubre   |          | 24 de septiembre | 24 de septiembre | 24 de septiembre |
| Gualaceo              | -         | San Antonio    |          | 24 de septiembre | 24 de septiembre | 24 de septiembre |

| Fecha 28       | Fecha 28  | Fecha 28              | Fecha 28 | Fecha 28     | Fecha 28     | Fecha 28     |
| Local          | Resultado | Visitante             | Estadio  | Fecha        | Hora         | TV           |
| -------------- | --------- | --------------------- | -------- | ------------ | ------------ | ------------ |
| Guayaquil City | -         | Gualaceo              |          | 1 de octubre | 1 de octubre | 1 de octubre |
| Leones         | -         | Independiente Juniors |          | 1 de octubre | 1 de octubre | 1 de octubre |
| 9 de Octubre   | -         | San Antonio           |          | 1 de octubre | 1 de octubre | 1 de octubre |

| Fecha 29     | Fecha 29  | Fecha 29              | Fecha 29 | Fecha 29     | Fecha 29     | Fecha 29     |
| Local        | Resultado | Visitante             | Estadio  | Fecha        | Hora         | TV           |
| ------------ | --------- | --------------------- | -------- | ------------ | ------------ | ------------ |
| Gualaceo     | -         | Leones                |          | 8 de octubre | 8 de octubre | 8 de octubre |
| San Antonio  | -         | Guayaquil City        |          | 8 de octubre | 8 de octubre | 8 de octubre |
| 9 de Octubre | -         | Independiente Juniors |          | 8 de octubre | 8 de octubre | 8 de octubre |

| Fecha 30              | Fecha 30  | Fecha 30     | Fecha 30 | Fecha 30      | Fecha 30      | Fecha 30      |
| Local                 | Resultado | Visitante    | Estadio  | Fecha         | Hora          | TV            |
| --------------------- | --------- | ------------ | -------- | ------------- | ------------- | ------------- |
| Independiente Juniors | -         | Gualaceo     |          | 15 de octubre | 15 de octubre | 15 de octubre |
| Guayaquil City        | -         | 9 de Octubre |          | 15 de octubre | 15 de octubre | 15 de octubre |
| Leones                | -         | San Antonio  |          | 15 de octubre | 15 de octubre | 15 de octubre |

| Fecha 31       | Fecha 31  | Fecha 31              | Fecha 31 | Fecha 31      | Fecha 31      | Fecha 31      |
| Local          | Resultado | Visitante             | Estadio  | Fecha         | Hora          | TV            |
| -------------- | --------- | --------------------- | -------- | ------------- | ------------- | ------------- |
| 9 de Octubre   | -         | Leones                |          | 22 de octubre | 22 de octubre | 22 de octubre |
| San Antonio    | -         | Gualaceo              |          | 22 de octubre | 22 de octubre | 22 de octubre |
| Guayaquil City | -         | Independiente Juniors |          | 22 de octubre | 22 de octubre | 22 de octubre |

| Fecha 32              | Fecha 32  | Fecha 32       | Fecha 32 | Fecha 32      | Fecha 32      | Fecha 32      |
| Local                 | Resultado | Visitante      | Estadio  | Fecha         | Hora          | TV            |
| --------------------- | --------- | -------------- | -------- | ------------- | ------------- | ------------- |
| Leones                | -         | Guayaquil City |          | 29 de octubre | 29 de octubre | 29 de octubre |
| Gualaceo              | -         | 9 de Octubre   |          | 29 de octubre | 29 de octubre | 29 de octubre |
| Independiente Juniors | -         | San Antonio    |          | 29 de octubre | 29 de octubre | 29 de octubre |

### Tabla de resultados cruzados
| Local \ Visitante     | 9OC | GUA | GCY | IND | LEO | SAN |
| --------------------- | --- | --- | --- | --- | --- | --- |
| 9 de Octubre          | —   |     |     |     |     |     |
| Gualaceo              |     | —   |     |     |     |     |
| Guayaquil City        |     |     | —   |     |     |     |
| Independiente Juniors |     |     |     | —   |     |     |
| Leones                |     |     |     |     | —   |     |
| San Antonio           |     |     |     |     |     | —   |

### Campeón
| Bandera de Ecuador                    |
| TBD ?.° título Asciende a la Serie A  |
| También asciende TBD como subcampeón. |

## Grupo Descenso

### Clasificación
| Pos. | Equipo             | Pts. | PJ | G | E  | P  | GF | GC | Dif. | Descenso               |
| ---- | ------------------ | ---- | -- | - | -- | -- | -- | -- | ---- | ---------------------- |
| 1    | Atlético Vinotinto | 31   | 22 | 9 | 4  | 9  | 37 | 26 | +11  |                        |
| 2    | 22 de Julio        | 28   | 22 | 7 | 7  | 8  | 20 | 31 | −11  |                        |
| 3    | Vargas Torres      | 26   | 22 | 5 | 11 | 6  | 26 | 22 | +4   |                        |
| 4    | Cumbayá            | 26   | 22 | 7 | 5  | 10 | 19 | 28 | −9   |                        |
| 5    | Imbabura           | 18   | 22 | 4 | 6  | 12 | 23 | 30 | −7   | Segunda Categoría 2026 |
| 6    | Chacaritas         | 17   | 22 | 3 | 8  | 11 | 21 | 44 | −23  | Segunda Categoría 2026 |

Actualizado a los partidos jugados el 17 de agosto de 2025.
 Fuente: LigaPro
Criterios de clasificación: 1) Puntos; 2) Diferencia de goles; 3) Goles marcados; 4) Goles de visitante

### Evolución de la clasificación
| Equipo             | 23 | 24 | 25 | 26 | 27 | 28 | 29 | 30 | 31 | 32 |
| ------------------ | -- | -- | -- | -- | -- | -- | -- | -- | -- | -- |
| Atlético Vinotinto |    |    |    |    |    |    |    |    |    |    |
| Cumbayá            |    |    |    |    |    |    |    |    |    |    |
| 22 de Julio        |    |    |    |    |    |    |    |    |    |    |
| Vargas Torres      |    |    |    |    |    |    |    |    |    |    |
| Imbabura           |    |    |    |    |    |    |    |    |    |    |
| Chacaritas         |    |    |    |    |    |    |    |    |    |    |

### Resultados
- Los horarios corresponden al huso horario de Ecuador: (UTC-5).

| Cumbayá     | - | Vargas Torres      | Olímpico Guillermo Albornoz | 26 de agosto | 15:30 | TBD |
| 22 de Julio | - | Atlético Vinotinto | Folke Anderson              | 28 de agosto | 15:30 | TBD |
| Chacaritas  | - | Imbabura           | Bellavista                  | 28 de agosto | 15:30 | TBD |

| Fecha 24      | Fecha 24  | Fecha 24           | Fecha 24           | Fecha 24        | Fecha 24 | Fecha 24 |
| Local         | Resultado | Visitante          | Estadio            | Fecha           | Hora     | TV       |
| ------------- | --------- | ------------------ | ------------------ | --------------- | -------- | -------- |
| Chacaritas    | -         | Cumbayá            | Bellavista         | 2 de septiembre | 15:30    | TBD      |
| Vargas Torres | -         | 22 de Julio        | Etho Vega Baquero  | 3 de septiembre | 19:00    | TBD      |
| Imbabura      | -         | Atlético Vinotinto | Olímpico de Ibarra | 4 de septiembre | 19:00    | TBD      |

| Fecha 25           | Fecha 25  | Fecha 25      | Fecha 25           | Fecha 25         | Fecha 25 | Fecha 25 |
| Local              | Resultado | Visitante     | Estadio            | Fecha            | Hora     | TV       |
| ------------------ | --------- | ------------- | ------------------ | ---------------- | -------- | -------- |
| Atlético Vinotinto | -         | Vargas Torres | Olímpico Atahualpa | 10 de septiembre | 15:30    | TBD      |
| 22 de Julio        | -         | Chacaritas    | Folke Anderson     | 10 de septiembre | 15:30    | TBD      |
| Imbabura           | -         | Cumbayá       | Olímpico de Ibarra | 10 de septiembre | 19:00    | TBD      |

| Fecha 26      | Fecha 26  | Fecha 26           | Fecha 26 | Fecha 26         | Fecha 26         | Fecha 26         |
| Local         | Resultado | Visitante          | Estadio  | Fecha            | Hora             | TV               |
| ------------- | --------- | ------------------ | -------- | ---------------- | ---------------- | ---------------- |
| Chacaritas    | -         | Atlético Vinotinto |          | 17 de septiembre | 17 de septiembre | 17 de septiembre |
| Cumbayá       | -         | 22 de Julio        |          | 17 de septiembre | 17 de septiembre | 17 de septiembre |
| Vargas Torres | -         | Imbabura           |          | 17 de septiembre | 17 de septiembre | 17 de septiembre |

| Fecha 27           | Fecha 27  | Fecha 27    | Fecha 27 | Fecha 27         | Fecha 27         | Fecha 27         |
| Local              | Resultado | Visitante   | Estadio  | Fecha            | Hora             | TV               |
| ------------------ | --------- | ----------- | -------- | ---------------- | ---------------- | ---------------- |
| Imbabura           | -         | 22 de Julio |          | 24 de septiembre | 24 de septiembre | 24 de septiembre |
| Atlético Vinotinto | -         | Cumbayá     |          | 24 de septiembre | 24 de septiembre | 24 de septiembre |
| Vargas Torres      | -         | Chacaritas  |          | 24 de septiembre | 24 de septiembre | 24 de septiembre |

| Fecha 28           | Fecha 28  | Fecha 28      | Fecha 28 | Fecha 28     | Fecha 28     | Fecha 28     |
| Local              | Resultado | Visitante     | Estadio  | Fecha        | Hora         | TV           |
| ------------------ | --------- | ------------- | -------- | ------------ | ------------ | ------------ |
| 22 de Julio        | -         | Vargas Torres |          | 1 de octubre | 1 de octubre | 1 de octubre |
| Atlético Vinotinto | -         | Imbabura      |          | 1 de octubre | 1 de octubre | 1 de octubre |
| Cumbayá            | -         | Chacaritas    |          | 1 de octubre | 1 de octubre | 1 de octubre |

| Fecha 29      | Fecha 29  | Fecha 29           | Fecha 29 | Fecha 29     | Fecha 29     | Fecha 29     |
| Local         | Resultado | Visitante          | Estadio  | Fecha        | Hora         | TV           |
| ------------- | --------- | ------------------ | -------- | ------------ | ------------ | ------------ |
| Vargas Torres | -         | Atlético Vinotinto |          | 8 de octubre | 8 de octubre | 8 de octubre |
| Chacaritas    | -         | 22 de Julio        |          | 8 de octubre | 8 de octubre | 8 de octubre |
| Cumbayá       | -         | Imbabura           |          | 8 de octubre | 8 de octubre | 8 de octubre |

| Fecha 30           | Fecha 30  | Fecha 30      | Fecha 30 | Fecha 30      | Fecha 30      | Fecha 30      |
| Local              | Resultado | Visitante     | Estadio  | Fecha         | Hora          | TV            |
| ------------------ | --------- | ------------- | -------- | ------------- | ------------- | ------------- |
| Imbabura           | -         | Vargas Torres |          | 15 de octubre | 15 de octubre | 15 de octubre |
| 22 de Julio        | -         | Cumbayá       |          | 15 de octubre | 15 de octubre | 15 de octubre |
| Atlético Vinotinto | -         | Chacaritas    |          | 15 de octubre | 15 de octubre | 15 de octubre |

| Fecha 31    | Fecha 31  | Fecha 31           | Fecha 31 | Fecha 31      | Fecha 31      | Fecha 31      |
| Local       | Resultado | Visitante          | Estadio  | Fecha         | Hora          | TV            |
| ----------- | --------- | ------------------ | -------- | ------------- | ------------- | ------------- |
| Cumbayá     | -         | Atlético Vinotinto |          | 22 de octubre | 22 de octubre | 22 de octubre |
| Chacaritas  | -         | Vargas Torres      |          | 22 de octubre | 22 de octubre | 22 de octubre |
| 22 de Julio | -         | Imbabura           |          | 22 de octubre | 22 de octubre | 22 de octubre |

| Fecha 32           | Fecha 32  | Fecha 32    | Fecha 32 | Fecha 32      | Fecha 32      | Fecha 32      |
| Local              | Resultado | Visitante   | Estadio  | Fecha         | Hora          | TV            |
| ------------------ | --------- | ----------- | -------- | ------------- | ------------- | ------------- |
| Atlético Vinotinto | -         | 22 de Julio |          | 29 de octubre | 29 de octubre | 29 de octubre |
| Vargas Torres      | -         | Cumbayá     |          | 29 de octubre | 29 de octubre | 29 de octubre |
| Imbabura           | -         | Chacaritas  |          | 29 de octubre | 29 de octubre | 29 de octubre |

### Tabla de resultados cruzados
| Local \ Visitante  | 22J | CHA | CUM | IMB | VRT | VIN |
| ------------------ | --- | --- | --- | --- | --- | --- |
| 22 de Julio        | —   |     |     |     |     |     |
| Chacaritas         |     | —   |     |     |     |     |
| Cumbayá            |     |     | —   |     |     |     |
| Imbabura           |     |     |     | —   |     |     |
| Vargas Torres      |     |     |     |     | —   |     |
| Atlético Vinotinto |     |     |     |     |     | —   |

## Estadísticas

### Máximos goleadores
- Actualizado en marzo de 2025.

| Jugador | Equipo |  | PJ | Promedio | Penalti |
| ------- | ------ |  | -- | -------- | ------- |

### Tripletes, pokers o más
- Actualizado el 16 de julio de 2025.

| Fecha     | Jugador         | Goles           | Local              | Resultado | Visitante   |
| --------- | --------------- | --------------- | ------------------ | --------- | ----------- |
| 3/6/2023  | Steven Gómez    | 15' · 49' · 55' | Imbabura           | 4 – 1     | Chacaritas  |
| 16/7/2023 | Patricio Vargas | 19' · 31' · 47' | Atlético Vinotinto | 8 – 0     | 22 de Julio |

### Autogoles
- Actualizado el 9 de julio de 2025.

| Fecha     | Jugador          | Autogoles | Local                 | Resultado | Visitante             |
| --------- | ---------------- | --------- | --------------------- | --------- | --------------------- |
| 25/3/2025 | Mario Solís      | 19'       | Independiente Juniors | 0 – 2     | Cumbayá               |
| 7/5/2025  | Jackson Angulo   | 80'       | Gualaceo              | 2 – 1     | Vargas Torres         |
| 20/5/2025 | Marcos Sevillano | 80'       | Vargas Torres         | 1 – 2     | San Antonio           |
| 9/7/2025  | Jeffrey Caiza    | 65'       | Leones                | 2 – 0     | Independiente Juniors |